# Hans Wahlgren
Hans Carl Gustav Wahlgren (Helsingborg; 26 de junio de 1937 - Norra Lagnö, 10 de mayo de 2024) fue un actor, letrista y cantante sueco.

## Biografía
Sus padres fueron los actores suecos Ivar Wahlgren y Nina Scenna. Sus abuelos paternos son Carl August Wahlgren y Anna Amalia Mellgren-Wahlgren. Sus tíos paternos fueron el abogado Nils August Wahlgren y Elin Wahlgren Lignel.
El 22 de diciembre de 1962 se casó con la actriz sueca Christina Schollin, la pareja tuvo cuatro hijos: el banquero Peter Wahlgren (1963-), el actor Niclas Wahlgren (8 de julio de 1965-), la actriz Pernilla Wahlgren (24 de diciembre de 1967-) y el actor Linus Wahlgren (10 de septiembre de 1976-). Y nueve nietos: el DJ sueco Oliver Ingrosso, el compositor Benjamin Wahlgren Ingrosso, la cantante Bianca Wahlgren Ingrosso, Tim Wahlgren, Kit Wahlgren, Theodor "Theo" Wahlgren, Colin Wahlgren, Love Linn Wahlgren y Hugo Wahlgren.

## Carrera
En 1999 dobló la versión sueca de la película infantil Toy Story 2.
En 2012 dobló la película Gekijoban Pocket Monster Best Wishes! Kyurem vs Seikenshi Keldeo en la versión sueca.
En 2013 se unió al elenco de la película Fjällbackamorden: Havet ger, havet tar donde dio vida a Otto de adulto, mientras que su hijo Linus Wahlgren interpretó a Otto de joven.

## Filmografía

### Series de televisión
| Año  | Título                         | Personaje          | Notas                                        |
| ---- | ------------------------------ | ------------------ | -------------------------------------------- |
| 1999 | The Three Friends... and Jerry | -                  | 4 episodios                                  |
| 1996 | I nöd och lust...              | Empleado del Banco | episodio "Arvstvist - Kan Irene bli arvlös?" |
| 1992 | Rederiet                       | Walter Persson     | 3 episodios                                  |
| 1967 | Drottningens juvelsmycke       | Pollet             | segmento 1 - miniserie                       |

### Películas
| Año  | Título                                 | Personaje | Notas |
| ---- | -------------------------------------- | --------- | --- |
| 2013 | Fjällbackamorden: Havet ger, havet tar | Otto      | junto a Claudia Galli, Richard Ulfsäter, Eva Fritjofson, Pamela Cortes Bruna, Henrik Norlén y Linus Wahlgren |

### Compositor
| Año  | Título                                                          |
| ---- | --------------------------------------------------------------- |
| 1971 | Midsommardansen                                                 |
| 1968 | Pappa varför är du arg? Du gjorde likadant själv när du var ung |

### Teatro
| Año  | Título                        | Personaje   | Director         | Teatro        | Notas |
| ---- | ----------------------------- | ----------- | ---------------- | ------------- | ----- |
| 2010 | Karlsson på taket smyger igen | Fröken Bock | Staffan Götestam | Oscarsteatern | -     |